# Nasal bilabial
La consonante nasal bilabial es un sonido consonántico usado en la mayoría de los idiomas orales. El símbolo en el Alfabeto Fonético Internacional que representa este sonido es m, y el símbolo equivalente en X-SAMPA es m.  El español posee el sonido nasal bilabial y se representa habitualmente con la grafía "m". Sin embargo, debido al fenómeno de asimilación nasal, en casos de labialización y geminación se representa mediante la grafía "n" (invierno, un pato, inmigración).
Es uno de los primeros sonidos que aprenden los recién nacidos. Está presente en el 94,2% de las lenguas. La lengua mohawk es una de las escasas lenguas que no poseen este sonido. El propio término Mohawk es, en este caso, un exónimo.

## Características
Características de la nasal bilabial:
- Su punto de articulación es bilabial, que significa que es articulada con ambos labios,
- Su tipo de fonación es sonora, que significa que las cuerdas vocales vibran durante la articulación.
- Es una consonante nasal, lo que significa que el aire escapa a través de la nariz.
- Es una consonante central, que significa que es producida permitiendo al aire fluir por la mitad de la lengua, en vez de los lados.
- La iniciación es egresiva pulmónica, que significa que es articulada empujando el aire de los pulmones y a través del tracto vocal, en vez del glotis o la boca.

## En español
El español tiene /m/ y es representado por la letra "m". Alofónicamente, también por la letra N antes de V o M. 

## En otros idiomas
- alemán: rühmen [ʀyːmən], 'elogio'
- árabe: مطابخ [mɑtˤɑːˈbix], 'cocinas'
- checo: muž [mʊʃ], 'hombre'
- español: grumete [gɾuˈme̞te̞]
- francés: manger [mɑ̃ʒe], 'comer'
- georgiano: სამი [ˈsami], 'tres'
- griego: μάζα [ˈma.za], 'masa'
- inglés: him [hɪm] 'él (objeto)'
- italiano: mamma [ˈmamma], 'mamá'
- japonés: 乾杯 (kampai) [kampai], 'brindis, equivalente a' ¡salud!
- polaco: mężczyzna [mɛɲˈʂt͡ʂɨzna], 'hombre'
- ruso: муж [muʂ], 'marido'
- árabe: م /m/ مدرسة /madrasatun/

- Datos: Q201817